# NGC 5304
NGC 5304 este o galaxie lenticulară situată în constelația Centaurul. A fost descoperită în 10 aprilie 1885 de către Lewis A. Swift. Se află la o distanță de 63,1 de megaparseci de Pământ.